# Amphiprion frenatus
Amphiprion frenatus är en fiskart som beskrevs av Brevoort, 1856. Amphiprion frenatus ingår i släktet Amphiprion och familjen Pomacentridae. Inga underarter finns listade i Catalogue of Life.

## Bildgalleri

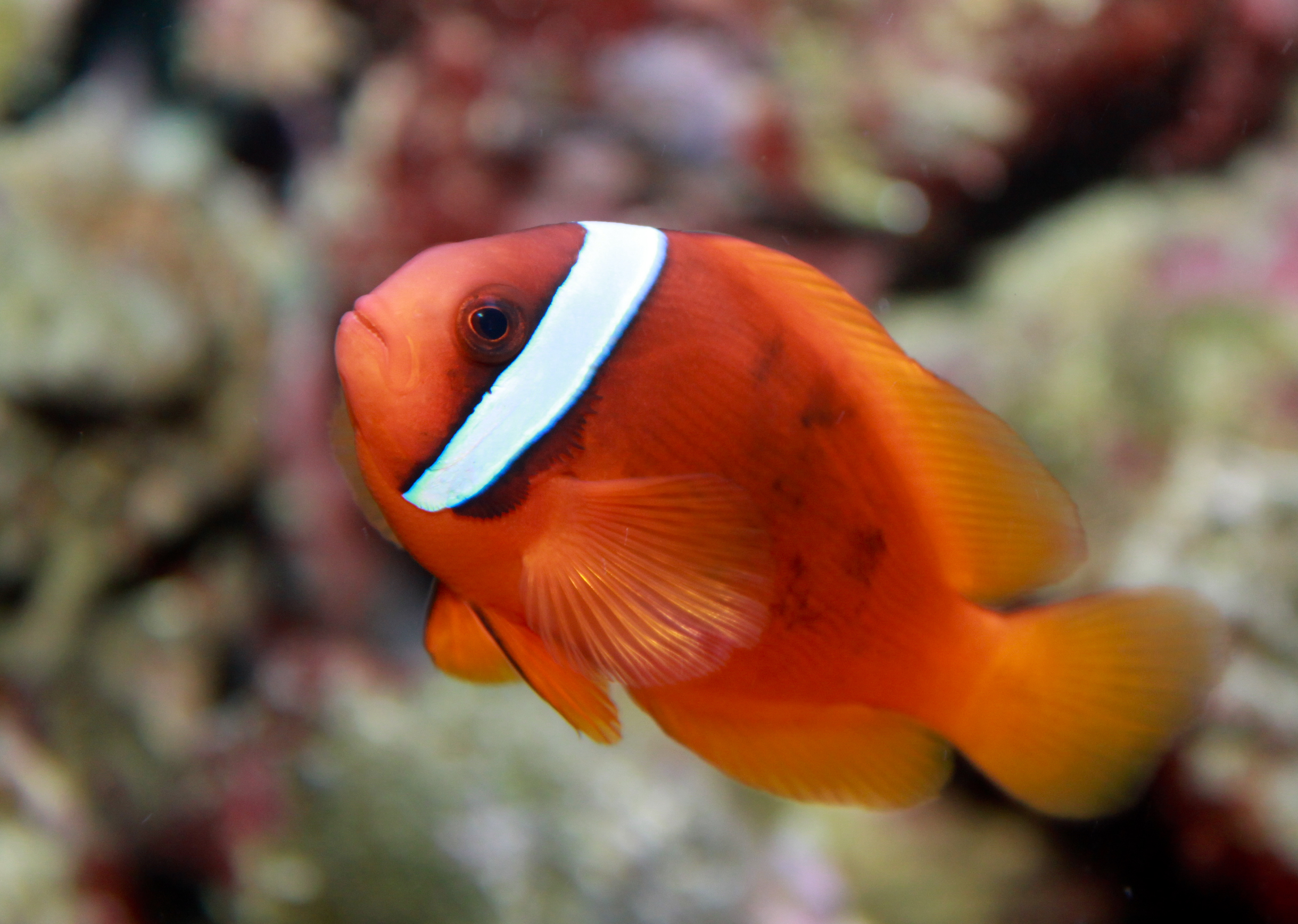
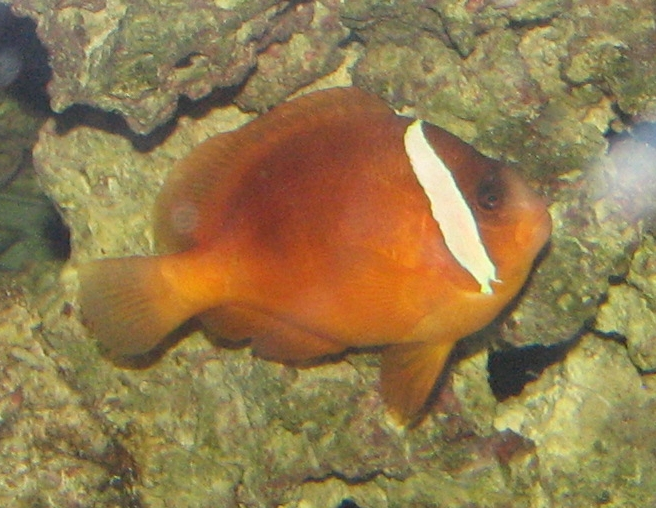
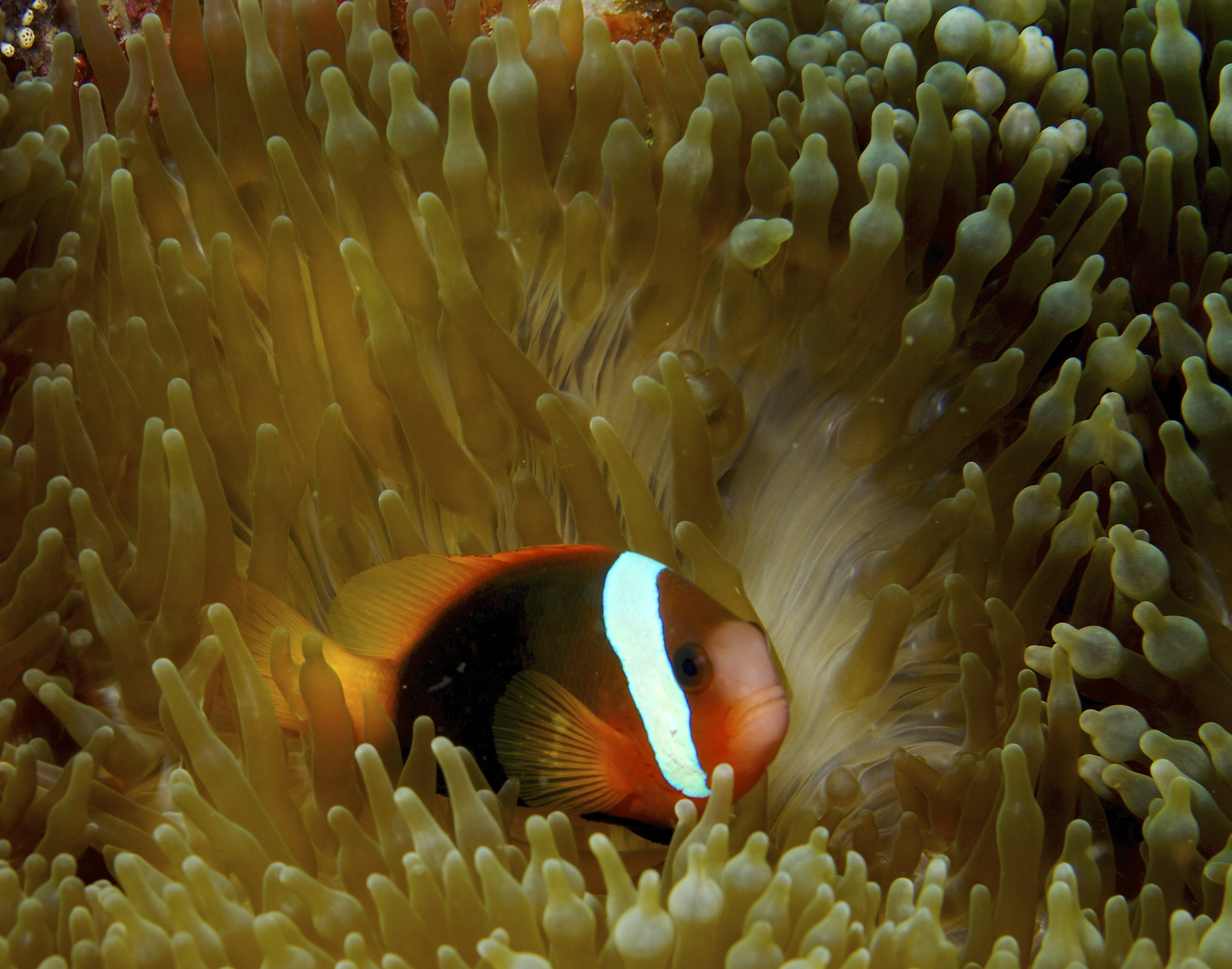